# Archingeay
Archingeay est une commune du Sud-Ouest de la France située dans le département de la Charente-Maritime (région Nouvelle-Aquitaine).

## Géographie
Le village d'Archingeay est situé à cinq kilomètres au sud de Tonnay-Boutonne et à une vingtaine de kilomètres à l'est de Rochefort. La commune est bordée, à l'ouest, par la rivière Boutonne et ses marécages ; elle se situe sur la rive droite de cette rivière. C'est à l'est que l'on trouve le point culminant de la commune : 47 mètres d'altitude dans le bois des Vergnes.
Comme de nombreuses communes rurales des environs, Archingeay contient de nombreux terrains agricoles. L'habitat est réparti en nombreux hameaux de taille diverse ; le bourg d'Archingeay se situe au centre-est du territoire communal, sur une petite hauteur.

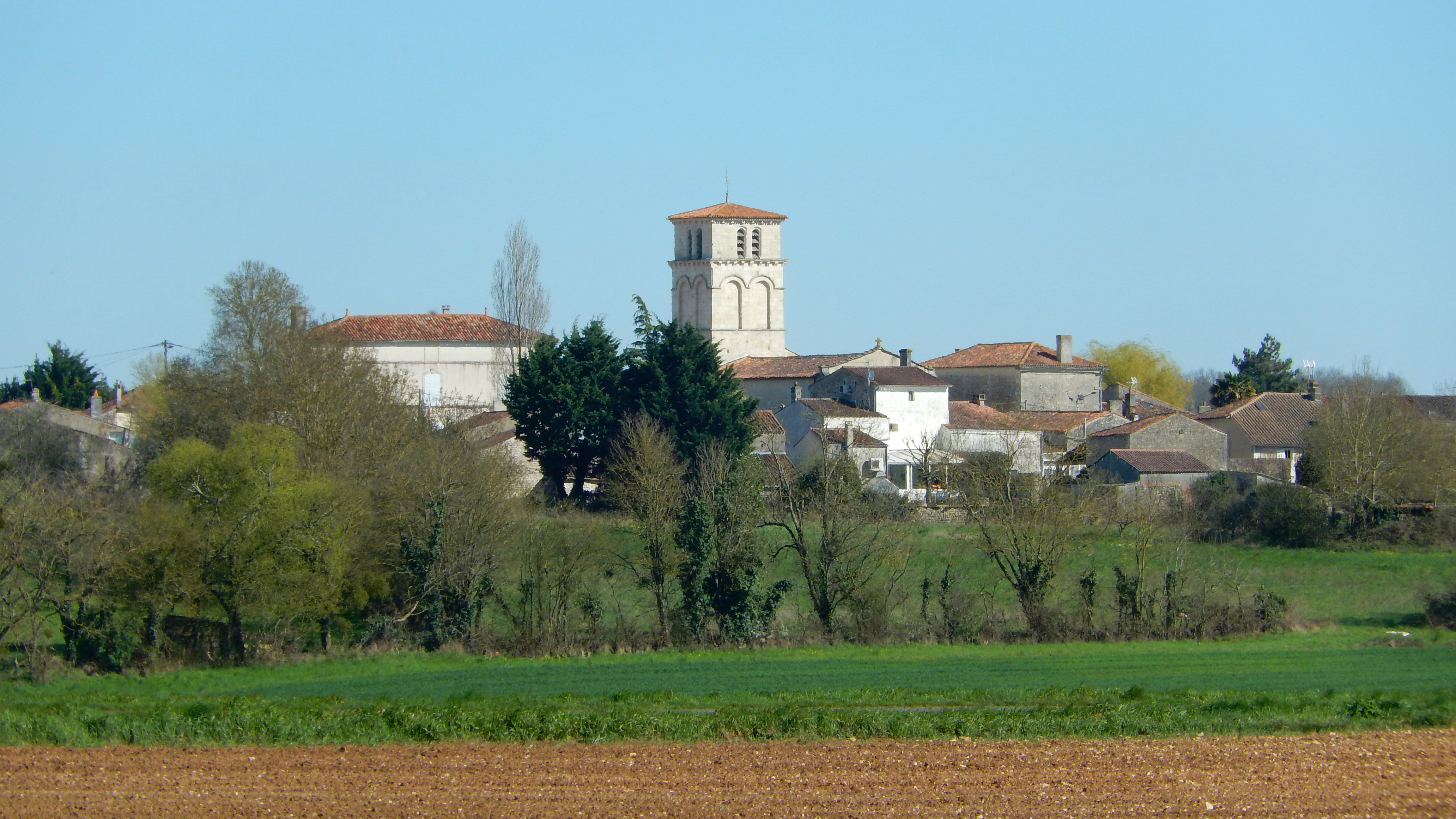
Le bourg d'Archingeay vu depuis l'ouest.

### Communes limitrophes
|             | Tonnay-Boutonne |               |
| Puy-du-Lac  | Archingeay      | Les Nouillers |
| Champdolent | Saint-Savinien  |               |

### Hydrographie
- La Boutonne, affluent de la Charente ;
- le Pépin, ruisseau qui se jette dans les marécages de la Boutonne.

## Urbanisme

### Typologie
Au 1er janvier 2024, Archingeay est catégorisée commune rurale à habitat dispersé, selon la nouvelle grille communale de densité à 7 niveaux définie par l'Insee en 2022.
Elle est située hors unité urbaine et hors attraction des villes,.

### Occupation des sols
L'occupation des sols de la commune, telle qu'elle ressort de la base de données européenne d’occupation biophysique des sols Corine Land Cover (CLC), est marquée par l'importance des territoires agricoles (88,6 % en 2018), une proportion identique à celle de 1990 (88,6 %). La répartition détaillée en 2018 est la suivante : 
terres arables (52,6 %), prairies (19,4 %), zones agricoles hétérogènes (16,5 %), forêts (11,4 %). L'évolution de l’occupation des sols de la commune et de ses infrastructures peut être observée sur les différentes représentations cartographiques du territoire : la carte de Cassini (XVIIIe siècle), la carte d'état-major (1820-1866) et les cartes ou photos aériennes de l'IGN pour la période actuelle (1950 à aujourd'hui).

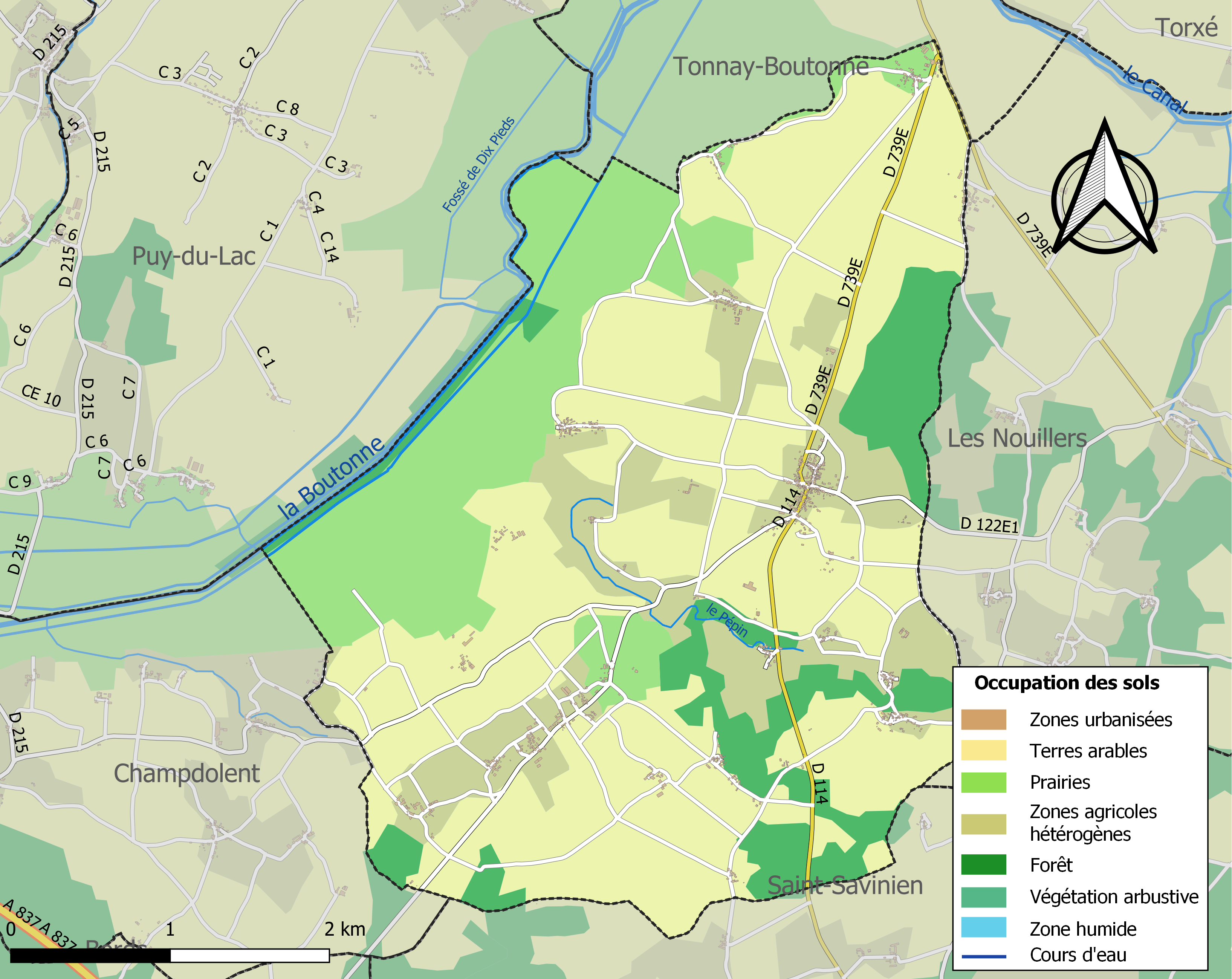
Carte des infrastructures et de l'occupation des sols de la commune en 2018 (CLC).

### Risques majeurs
Le territoire de la commune d'Archingeay est vulnérable à différents aléas naturels : météorologiques (tempête, orage, neige, grand froid, canicule ou sécheresse), inondations, mouvements de terrains et séisme (sismicité modérée). Il est également exposé à un risque technologique,  le transport de matières dangereuses. Un site publié par le BRGM permet d'évaluer simplement et rapidement les risques d'un bien localisé soit par son adresse soit par le numéro de sa parcelle.

#### Risques naturels
Certaines parties du territoire communal sont susceptibles d’être affectées par le risque d’inondation par débordement de cours d'eau, notamment la Boutonne. La commune a été reconnue en état de catastrophe naturelle au titre des dommages causés par les inondations et coulées de boue survenues en 1982, 1983, 1999 et 2010,.

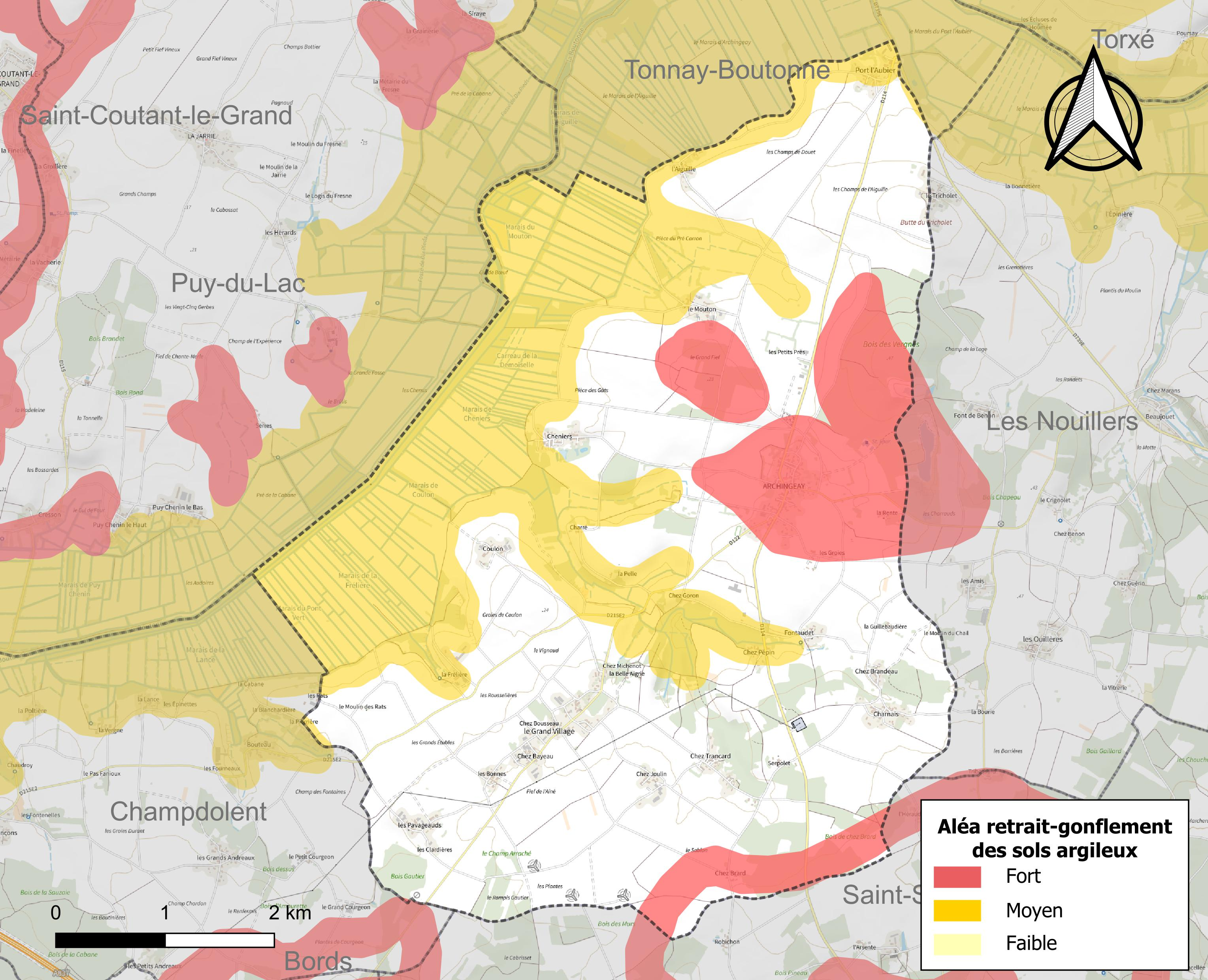
Carte des zones d'aléa retrait-gonflement des sols argileux d'Archingeay.

Les mouvements de terrains susceptibles de se produire sur la commune sont des tassements différentiels.
Le retrait-gonflement des sols argileux est susceptible d'engendrer des dommages importants aux bâtiments en cas d’alternance de périodes de sécheresse et de pluie. 44,3 % de la superficie communale est en aléa moyen ou fort (54,2 % au niveau départemental et 48,5 % au niveau national). Sur les 404 bâtiments dénombrés sur la commune en 2019,  182 sont en aléa moyen ou fort, soit 45 %, à comparer aux 57 % au niveau départemental et 54 % au niveau national. Une cartographie de l'exposition du territoire national au retrait gonflement des sols argileux est disponible sur le site du BRGM,.
Par ailleurs, afin de mieux appréhender le risque d’affaissement de terrain, l'inventaire national des cavités souterraines permet de localiser celles situées sur la commune.
Concernant les mouvements de terrains, la commune a été reconnue en état de catastrophe naturelle au titre des dommages causés par la sécheresse en 2003 et par des mouvements de terrain en 1999 et 2010.

#### Risques technologiques
Le risque de transport de matières dangereuses sur la commune est lié à sa traversée par une ou des infrastructures routières ou ferroviaires importantes ou la présence d'une canalisation de transport d'hydrocarbures. Un accident se produisant sur de telles infrastructures est susceptible d’avoir des effets graves sur les biens, les personnes ou l'environnement, selon la nature du matériau transporté. Des dispositions d’urbanisme peuvent être préconisées en conséquence.

## Toponymie
Son nom pourrait venir de l'anthroponyme gallo-romain Arcantius, auquel a été apposé le suffixe -acum. Les habitants sont, en outre, dénommés Arcantois.
Le bourg est identifié au XIIIe siècle sous le nom d'Archinjai.

## Paléontologie

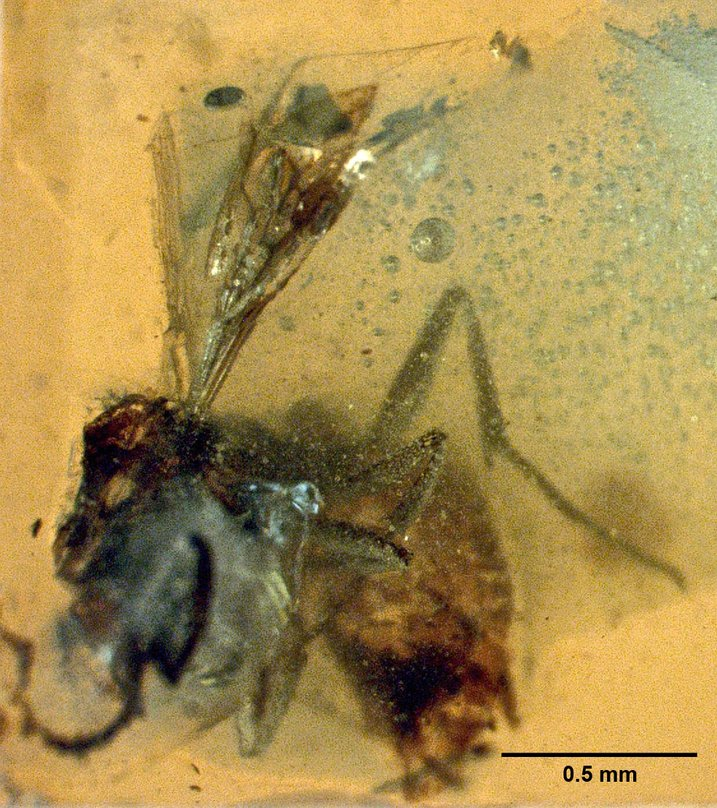
Haidomyrmodes mammuthus emprisonnée dans l'ambre des Charentes (94-100 millions d'années).

Un gisement d'ambre à Archingeay datant de près de 100 millions d'années permet aux paléontologues d'étudier des restes d'animaux et de végétaux piégés dans la résine,. Ce dépôt d'ambre du Sud-Ouest, appelé ambre des Charentes, est le plus ancien en France. Son analyse révèle les conditions environnementales qui prévalaient dans les Charentes au Cénomanien et à l'Albien terminal : la région était une zone estuarienne au climat chaud et humide.

## Histoire
Cette commune, au riche passé historique possèdait une abbaye entièrement disparue, est dotée une église romane du XIIe siècle qui mérite une visite pour les sculptures de sa porte Sud et les modillons extérieurs et intérieurs représentant la vie de l’époque .
Dans le passé, Archingeay a connu une période florissante, due notamment à la fréquentation d’une source thermale située près du château de la Vallée à l'ouest d'Archingeay et renommée pour ses propriétés thérapeutiques de maladies digestives, et de peau…
Jusqu’à l'attaque du phylloxéra en 1880 dans la région, il y avait une récolte et production de vin local, fabrication de poteries, briques et tuiles.

## Politique et administration

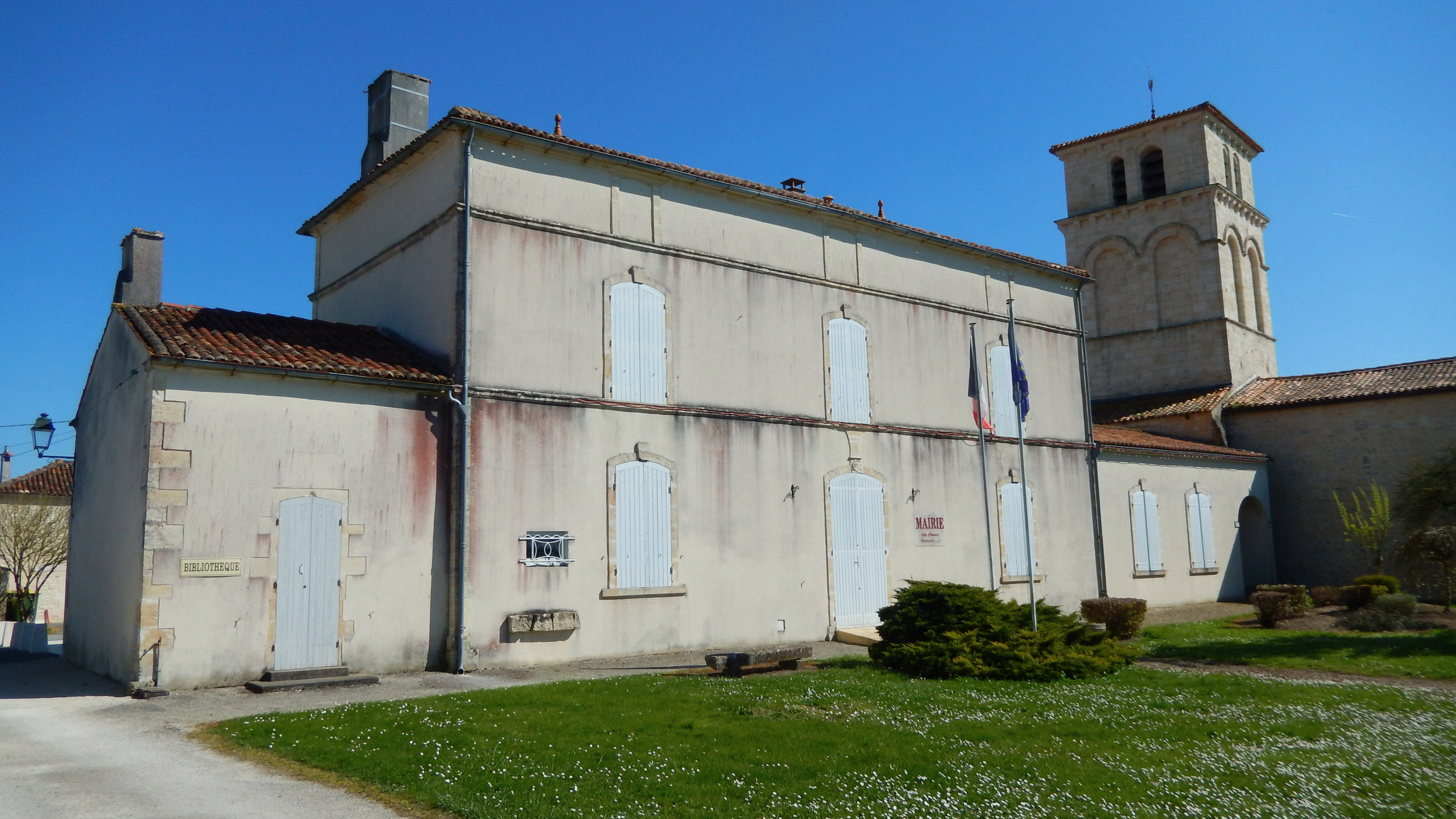
La mairie.

La commune d'Archingeay fait partie du canton de Saint-Savinien et de l'arrondissement de Saint-Jean-d'Angély.
Elle adhérait à la communauté de communes du Pays Savinois, avant l'intégration de cette dernière à la communauté de communes des Vals de Saintonge en 2014.

### Liste des maires
| Période                                  | Période  | Identité            | Étiquette | Qualité  |
| ---------------------------------------- | -------- | ------------------- | --------- | -------- |
| 2001                                     | 2009     | Jean-Pierre Jacques | SE        |          |
| 2009                                     | 2014     | Jean-Claude Denner  | SE        |          |
| 2014                                     | En cours | Rémi Lamare         | SE        | Retraité |
| Les données manquantes sont à compléter. |          |                     |           |          |

## Démographie
Les habitants sont appelés les Arcantois.

### Évolution démographique
L'évolution du nombre d'habitants est connue à travers les recensements de la population effectués dans la commune depuis 1793. Pour les communes de moins de 10 000 habitants, une enquête de recensement portant sur toute la population est réalisée tous les cinq ans, les populations de référence des années intermédiaires étant quant à elles estimées par interpolation ou extrapolation. Pour la commune, le premier recensement exhaustif entrant dans le cadre du nouveau dispositif a été réalisé en 2006.

En 2022, la commune comptait 764 habitants, en évolution de +13,52 % par rapport à 2016 (Charente-Maritime : +4,04 %, France hors Mayotte : +2,11 %).
| 1793 | 1800  | 1806  | 1821  | 1831  | 1836  | 1841  | 1846  | 1851  |
| ---- | ----- | ----- | ----- | ----- | ----- | ----- | ----- | ----- |
| 829  | 1 012 | 1 023 | 1 005 | 1 085 | 1 130 | 1 168 | 1 162 | 1 075 |

| 1856  | 1861  | 1866  | 1872  | 1876  | 1881  | 1886  | 1891 | 1896 |
| ----- | ----- | ----- | ----- | ----- | ----- | ----- | ---- | ---- |
| 1 067 | 1 103 | 1 142 | 1 101 | 1 083 | 1 034 | 1 012 | 978  | 932  |

| 1901 | 1906 | 1911 | 1921 | 1926 | 1931 | 1936 | 1946 | 1954 |
| ---- | ---- | ---- | ---- | ---- | ---- | ---- | ---- | ---- |
| 919  | 871  | 852  | 763  | 750  | 668  | 647  | 608  | 627  |

| 1962 | 1968 | 1975 | 1982 | 1990 | 1999 | 2006 | 2011 | 2016 |
| ---- | ---- | ---- | ---- | ---- | ---- | ---- | ---- | ---- |
| 603  | 536  | 504  | 527  | 539  | 519  | 597  | 666  | 673  |

| 2021 | 2022 | - | - | - | - | - | - | - |
| ---- | ---- | - | - | - | - | - | - | - |
| 733  | 764  | - | - | - | - | - | - | - |

### Pyramide des âges
La population de la commune est relativement jeune.
En 2018, le taux de personnes d'un âge inférieur à 30 ans s'élève à 30,9 %, soit au-dessus de la moyenne départementale (29 %). À l'inverse, le taux de personnes d'âge supérieur à 60 ans est de 27,9 % la même année, alors qu'il est de 34,9 % au niveau départemental.
En 2018, la commune comptait 337 hommes pour 337 femmes, soit un taux de 50 % de femmes, largement inférieur au taux départemental (52,15 %).
Les pyramides des âges de la commune et du département s'établissent comme suit.
| Hommes | Classe d’âge | Femmes |
| ------ | ------------ | ------ |
| 0,3    | 90 ou +      | 0,6    |
| 8,0    | 75-89 ans    | 7,4    |
| 18,9   | 60-74 ans    | 20,8   |
| 20,7   | 45-59 ans    | 23,4   |
| 20,9   | 30-44 ans    | 17,2   |
| 13,5   | 15-29 ans    | 13,0   |
| 17,8   | 0-14 ans     | 17,6   |

| Hommes | Classe d’âge | Femmes |
| ------ | ------------ | ------ |
| 1,1    | 90 ou +      | 2,6    |
| 10,1   | 75-89 ans    | 12,6   |
| 22     | 60-74 ans    | 23,2   |
| 20,1   | 45-59 ans    | 19,7   |
| 16,1   | 30-44 ans    | 15,6   |
| 15,2   | 15-29 ans    | 12,7   |
| 15,4   | 0-14 ans     | 13,6   |

## Culture locale et patrimoine

### Lieux et monuments
- Église romane Saint-Martin du XIIe siècle.
- Fontaine ferrugineuse dont les Romains connaissaient les vertus curatives (maladies de peau). À la période gallo-romaine, le général romain Arcantius passa un séjour aux thermes.
- Lavoir datant des romains, au lieu-dit le Mouton.
- Four à pain, dans le bourg.
- Musée les Trésors de Lisette, présentant la vie dans une famille du début du siècle avec une des plus grandes expositions d'anciens objets culinaires en Europe.

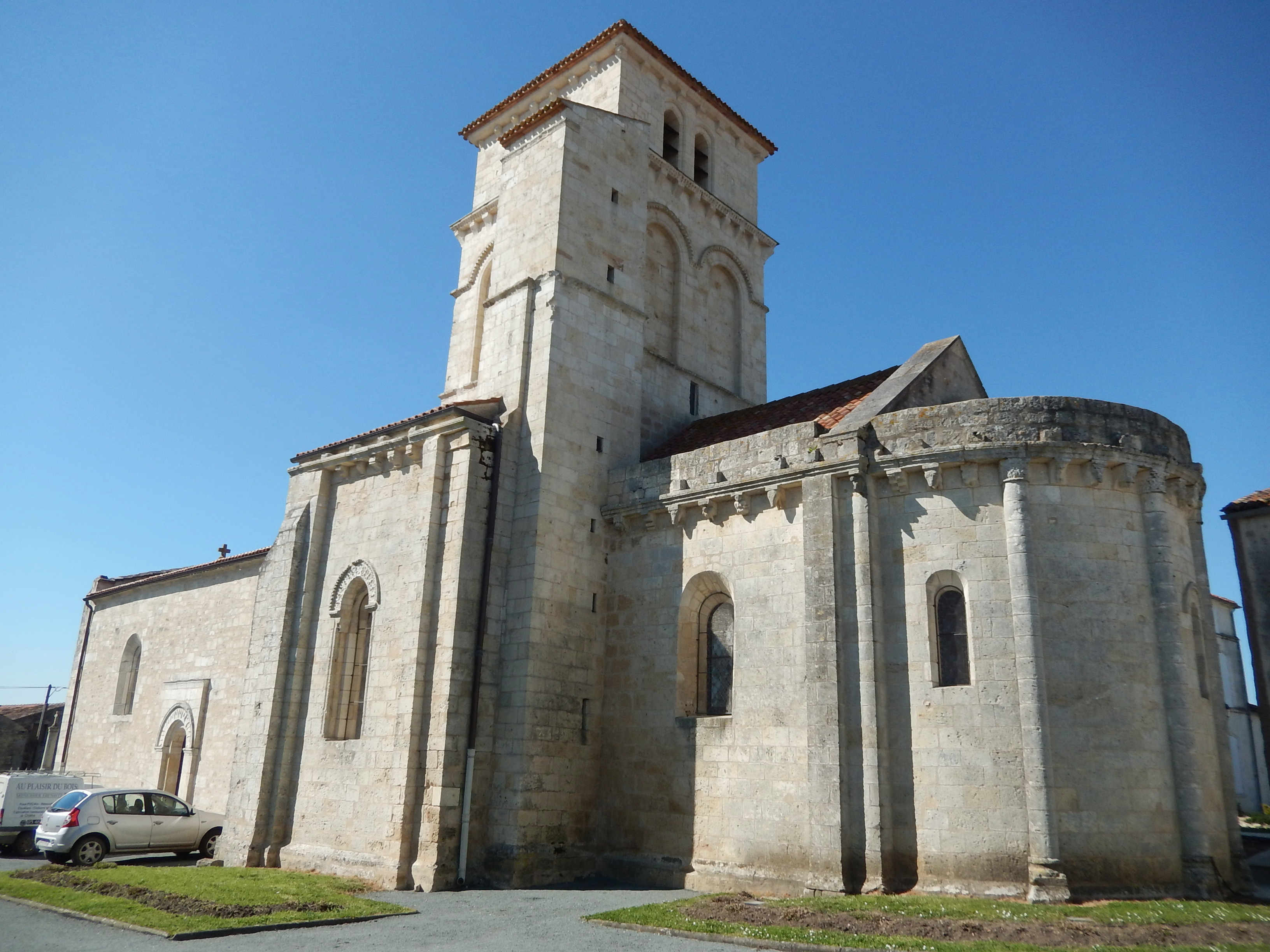
Façade sud de l'église Saint-Martin.
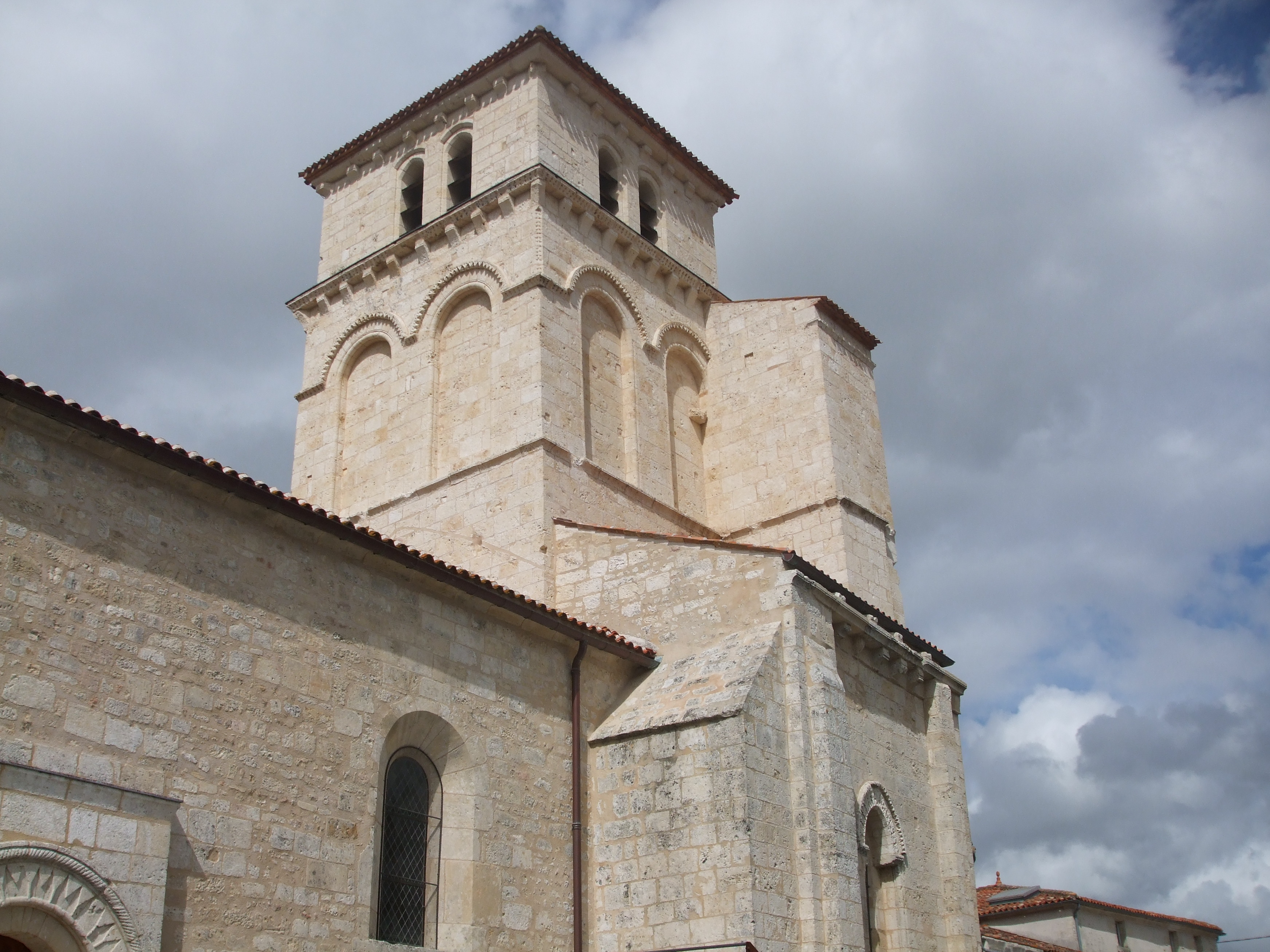
Clocher de l'église Saint-Martin.
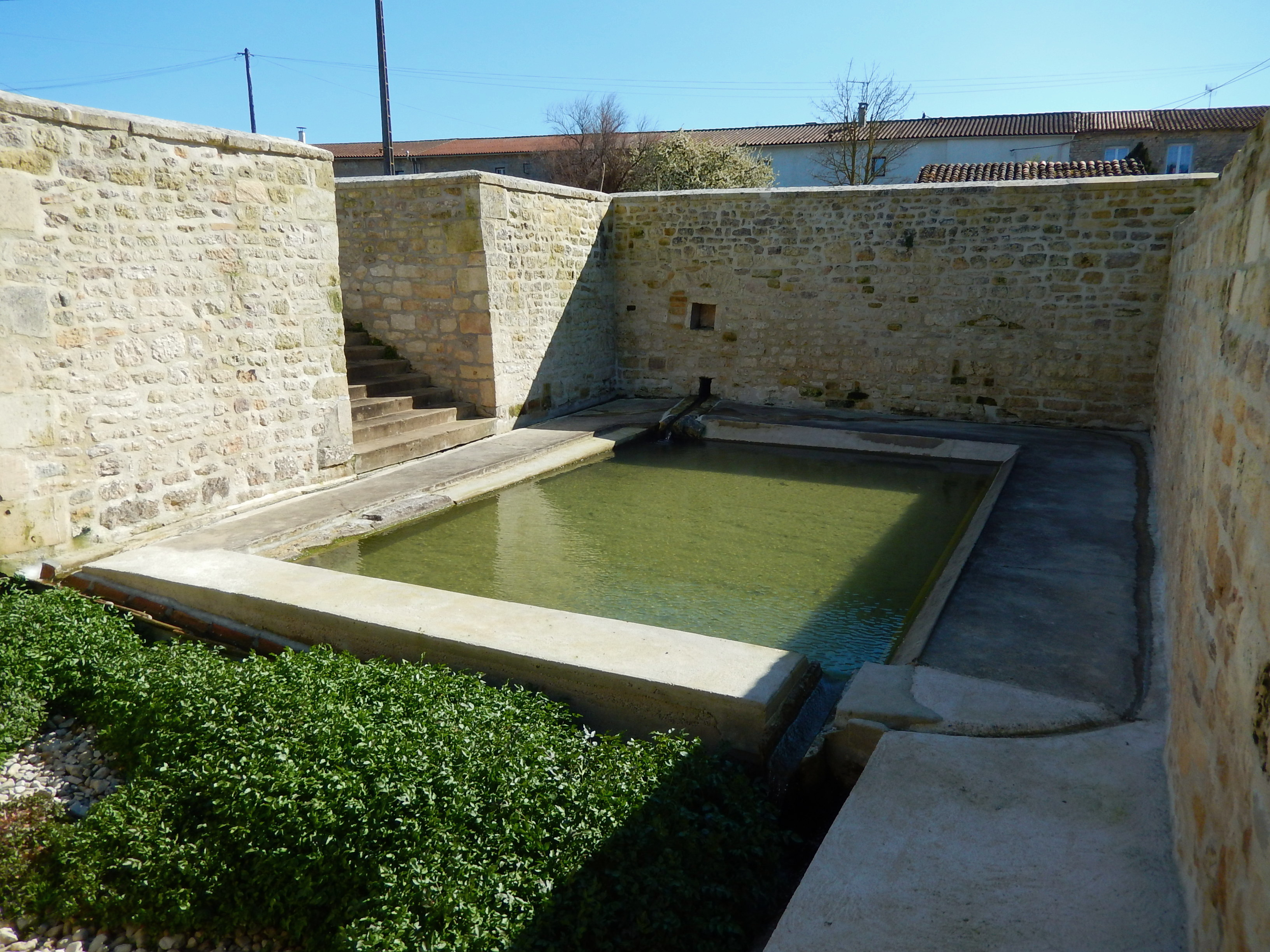
Lavoir du Mouton.
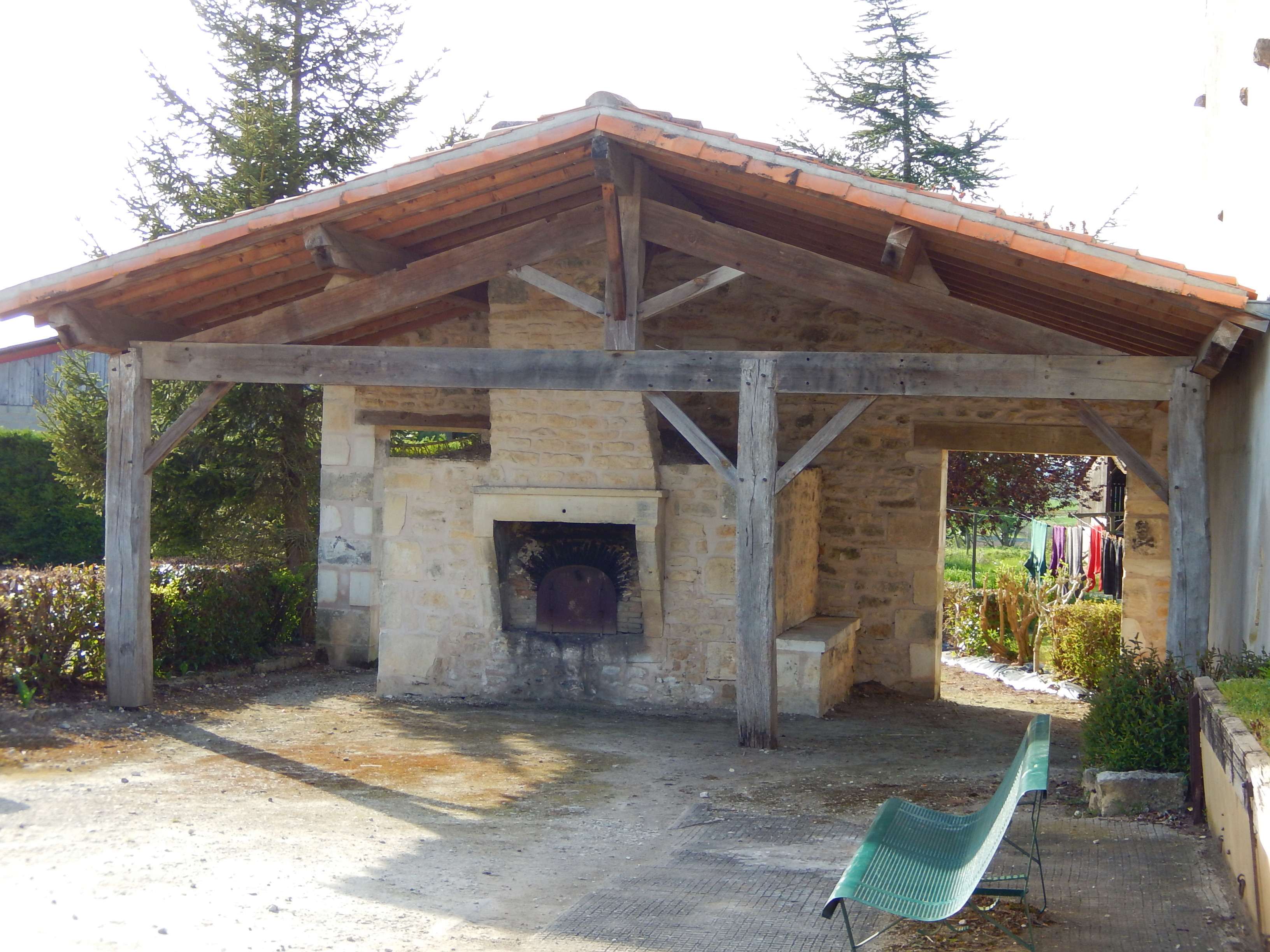
Four à pain.
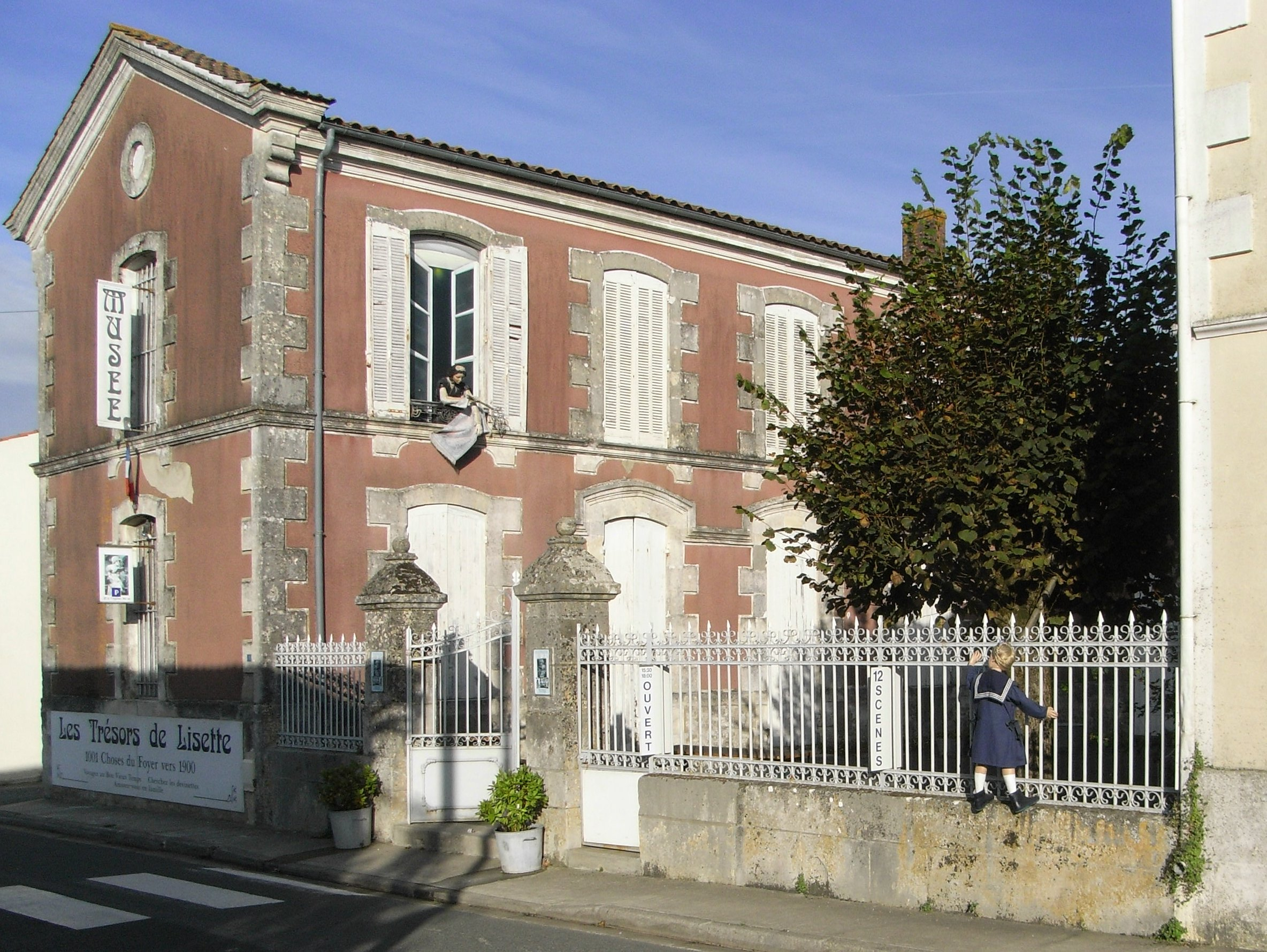
Musée « les Trésors de Lisette ».

### Personnalités liées à la commune
- Saint Maclou, qui a fondé la ville de Saint-Malo, serait mort à Archingeay[réf. souhaitée].
- La famille de Montaigne qui a habité le château de la Vallée[réf. souhaitée].